# 彭头山文化

彭头山文化的范围

彭头山文化是中國湖南及湖北境內發現的史前文化，因其位於湖南省澧縣澧陽平原中部的彭頭山遺址而得名。存在時間為公元前7500到公元前6100年，为长江文明中目前已知最早的新石器时代文化。該文化遺址中有發現稻穀，被認為應已有稻作出現。